# Queijo de Cabra Transmontano

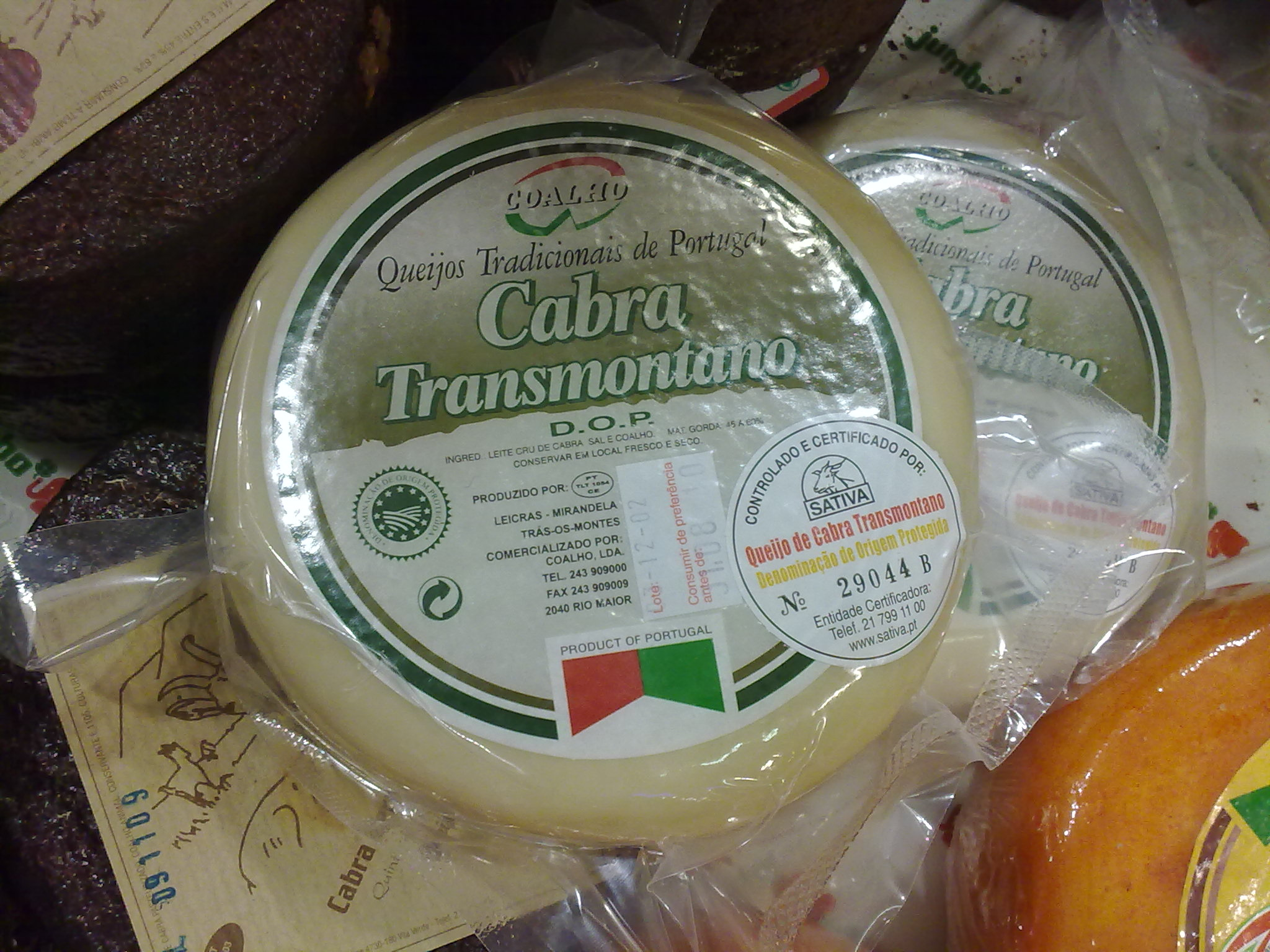
Queijo de cabra transmontano

Queijo de Cabra Transmontano ist ein portugiesischer Ziegenkäse aus Rohmilch der Ziegenrasse Caprina Serrana mit geschützter Ursprungsbezeichnung.

## Herkunft
Das Herkunftsgebiet umfasst die Kreise Mirandela, Macedo de Cavaleiros, Alfândega da Fé, Carrazeda de Ansiães, Vila Flor, Torre de Moncorvo, Freixo de Espada à Cinta, Mogadouro, Vimioso und Bragança (nur die Gemeinden Quintela de Lampaças, Santa Comba de Rossas, Failde, Mós, Grijó de Parada, Parada, Pinela, Salsas, Serapicos, Coelhoso, Calvelhe, Paradinha Nova, Macedo do Mato, Iseda und Sendas) im Distrikt Bragança und die Kreise Alijó, Valpaços und Murça im Distrikt Vila Real.
Im Herkunftsgebiet ist die Ziegenzucht zur Fleischerzeugung stark verbreitet. Die Ziegenhaltung ist dort eng mit dem klimatischen Jahresverlauf und der abgeschiedenen Lebensweise der Ziegenzüchter verknüpft und hat ein traditionelles, extensives Produktionsverfahren zur Folge.
Abhängig von Jahreszeit, körperlicher Verfassung und vorhandenen Futtermöglichkeiten wandern die Ziegen täglich zum nächsten Futterplatz. Die Tiere ernähren sich vorwiegend von wildwachsenden Pflanzen auf unbebautem und brachliegendem Land. Bevorzugte Nahrung der Rasse Caprina Serrana sind Jahrestriebe und Blätter bestimmter Baumarten und Sträucher. Dabei entfallen während des Auslaufs etwa 60 % der Futteraufnahme auf Baumpflanzen, 30 % auf Strauchpflanzen und 10 % auf Gräser. Ist ein entsprechendes Futterangebot vorhanden können die Tiere damit bis zu 90 % ihres Futterbedarfs decken.
Milchproduktion sowie die Herstellung und Reifung des Käses müssen im Herkunftsgebiet erfolgen.

## Herstellung
Zur Herstellung wird ausschließlich Rohmilch von Ziegen der Rasse Serrana mit einem Fettgehalt von 3,8 bis 7,0 %, Salz und tierisches Lab sowie ggf. Öl und Paprikapulver verwendet.
Die Milch wird unter langsamer Zugabe des Labs dickgelegt. Die Reifung erfolgt bei 5 bis 12 °C und einer relativen Luftfeuchtigkeit von 70 bis 85 %. Die Mindestreifezeit beträgt 60 Tage, nach einer Reifezeit von mindestens 90 Tagen kann das Produkt mit dem Zusatz Velho versehen werden. Produkte der Qualität Velho können mit Öl und Paprikapulver bestrichen werden.

## Eigenschaften
Der flachzylindrische, tellerförmige Laib hat eine Höhe von 3 bis 6 cm, ist regelmäßig, aber ohne festen Rand. Er wird mit einem Durchmesser von 6 bis 12 cm bei einem Gewicht von 300 bis 600 g (Velho: 250 bis 500 g) sowie mit einem Durchmesser von 12 bis 19 cm bei einem Gewicht von 600 bis 900 g (Velho: 500 bis 900 g) produziert.
Die weiße bzw. beim Velho auch rote Rinde ist halbhart (Velho: hart bis extrahart) und glatt. Der weiße Teig ist fest, halbhart (Velho: hart bis extrahart) und weist wenige Löcher auf. Das Aroma ist kräftig, der Geschmack in der Regel mit einer leicht pikanten Note.
Der Fettgehalt in der Trockenmasse beträgt 35 bis 55 %, der Wassergehalt 27 bis 37 % (Velho: 25 bis 35 %).

## Kennzeichnung und Handel
Das Produkt kann als ganzer Laib oder in Stücken angeboten werden, sofern diese vorverpackt sind. Zur Rückverfolgbarkeit und Kontrolle des Erzeugnisses erfolgt die Vorverpackung bei den Herstellern. In Einzelfällen und unter Einhaltung der Grundsätze der Rückverfolgbarkeit des Erzeugnisses kann die Vorverpackung auch in anderen kontrollierten Einrichtungen erfolgen.
Die Etiketten der Käse bzw. Käsestücke müssen Angaben „Queijo de Cabra Transmontano — DOP“ bzw. „Queijo de Cabra Transmontano Velho — DOP“, die entsprechende Zertifizierungsmarke sowie das für geschützte Ursprungsbezeichnungen übliche Zeichen der Europäischen Union enthalten.